# Estercuel
Estercuel – gmina w Hiszpanii, w prowincji Teruel, w Aragonii, o powierzchni 55,59 km². W 2014 roku gmina liczyła 230 mieszkańców.